# Championnat du Salvador de football 1974
Navigation
Saison précédente Saison suivante
La Primera División 1974 est la vingt-quatrième édition de la première division salvadorienne.
Lors de ce tournoi, le CD Negocios Internacionales a tenté de conserver son titre de champion du Salvador face aux neuf meilleurs clubs salvadoriens.
Chacun des dix clubs participant était confronté quatre fois aux quatre autres équipes de leur groupe et deux fois aux cinq équipes de l'autre groupe. Puis les quatre meilleurs se sont affrontés lors d'une phase finale à la fin de la saison alors que les quatre moins bon se sont affrontés pour ne pas descendre.
Seulement une place était qualificative pour la Coupe des champions de la CONCACAF et deux pour la Coupe de la Fraternité.

## Les 10 clubs participants
| \| Sonsonate : CD Negocios Int. CD Sonsonate CD Águila Alianza FC CD Atlético Marte Club Deportivo FAS CD Municipal Limeño CD Luis Ángel Firpo Alianza FC CD Atlético Marte Sonsonate CD Platense Municipal Sonsonate Universidad Barrios \| Localisation des clubs engagés dans le championnat. |
| Sonsonate : CD Negocios Int. CD Sonsonate CD Águila Alianza FC CD Atlético Marte Club Deportivo FAS CD Municipal Limeño CD Luis Ángel Firpo Alianza FC CD Atlético Marte Sonsonate CD Platense Municipal Sonsonate Universidad Barrios                                                           |

| Club                               | Stade                        | Capacité          | Ville              |
| CD Águila                          | Stade Juan Francisco Barraza | 10 000            | San Miguel         |
| Alianza FC                         | Stade Cuscatlán              | 45 925            | San Salvador       |
| Club Deportivo FAS                 | Stade Oscar Quiteño          | 15 000            | Santa Ana          |
| CD Municipal Limeño                | Stade Jose Ramon Flores      | 5 000             | Santa Rosa de Lima |
| CD Luis Ángel Firpo                | Stade Sergio Torres          | 5 000             | Usulután           |
| CD Atlético Marte                  | Stade Cuscatlán              | 45 925            | San Salvador       |
| CD Negocios Internacionales        | Stade Ana Mercedez           | 8 000             | Sonsonate          |
| CD Platense Municipal Zacatecoluca | Stade Antonio Toledo Valle   | Capacité inconnue | Zacatecoluca       |
| CD Sonsonate                       | Stade Anna Mercedes Campos   | 8 000             | Sonsonate          |
| Universidad Gerardo Barrios        | Complejo Deportivo España    | Capacité inconnue | Ciudad Barrios     |

## Compétition
La compétition se déroule en deux phases :
- La première phase : les trente-six journées de championnat.
- La phase finale et la phase de relégation : les matchs aller-retour allant des demi-finales à la finale et les six journées de championnat supplémentaires pour départager les quatre derniers.

### Première phase
Lors de la première phase les dix équipes affrontent à quatre reprises les quatre autres équipes de leur groupe et à deux reprises les cinq équipe de l'autre groupe selon un calendrier tiré aléatoirement.
Le classement est établi sur l'ancien barème de points (victoire à 2 points, match nul à 1, défaite à 0).
Le départage final se fait selon les critères suivants :
- Le nombre de points.
- Un match d'appui pour départager les équipes.

#### Classement
| Rang | Équipe                                 | Pts | J  | G  | N  | P  | Bp | Bc | Diff |
| ---- | -------------------------------------- | --- | -- | -- | -- | -- | -- | -- | ---- |
| 1    | CD Atlético Marte                      | 41  | 36 | 18 | 5  | 13 | 55 | 42 | +13  |
| 2    | CD Platense Municipal Zacatecoluca (P) | 41  | 36 | 16 | 9  | 11 | 49 | 41 | +8   |
| 3    | Universidad Gerardo Barrios            | 36  | 36 | 13 | 10 | 13 | 51 | 50 | +1   |
| 4    | CD Luis Ángel Firpo                    | 31  | 36 | 12 | 7  | 17 | 46 | 56 | -10  |
| 5    | Alianza FC                             | 23  | 36 | 10 | 3  | 23 | 30 | 48 | -18  |

| Rang | Équipe                          | Pts | J  | G  | N  | P  | Bp | Bc | Diff |
| ---- | ------------------------------- | --- | -- | -- | -- | -- | -- | -- | ---- |
| 1    | Club Deportivo FAS              | 45  | 36 | 18 | 9  | 9  | 53 | 41 | +12  |
| 2    | CD Negocios Internacionales (T) | 42  | 36 | 17 | 8  | 11 | 48 | 48 | 0    |
| 3    | CD Águila                       | 41  | 36 | 16 | 9  | 11 | 61 | 48 | +13  |
| 4    | CD Sonsonate                    | 34  | 36 | 12 | 10 | 14 | 55 | 59 | -4   |
| 5    | CD Municipal Limeño             | 26  | 36 | 8  | 10 | 18 | 48 | 63 | -15  |

| Légende : Qualifications et relégations | Légende : Qualifications et relégations                  |
| --------------------------------------- | -------------------------------------------------------- |
|                                         | Qualifié pour la phase finale                            |
|                                         | Qualifié pour la phase de relégation en Segunda División |
|                                         | (T) : Tenant du titre (P) : Promu de la saison 1973      |

### La phase de relégation
Lors de la phase de relégation, les quatre équipes affrontent à deux reprises les trois autres équipes selon un calendrier tiré aléatoirement.
Le classement est établi sur l'ancien barème de points (victoire à 2 points, match nul à 1, défaite à 0).
Le départage final se fait selon les critères suivants :
- Le nombre de points.
- Un match d'appui pour départager les équipes.

#### Classement
| Rang | Équipe              | Pts | J | G | N | P | Bp | Bc | Diff |
| ---- | ------------------- | --- | - | - | - | - | -- | -- | ---- |
| 1    | Alianza FC          | 7   | 6 | 2 | 3 | 1 |    |    |      |
| 2    | CD Luis Ángel Firpo | 6   | 5 | 2 | 2 | 1 |    |    |      |
| 3    | CD Municipal Limeño | 5   | 5 | 2 | 1 | 2 |    |    |      |
| 4    | CD Sonsonate        | 4   | 6 | 1 | 2 | 3 |    |    |      |

| Légende : Qualifications et relégations | Légende : Qualifications et relégations |
| --------------------------------------- | --------------------------------------- |
|                                         | Relégué en Segunda División             |

### La phase finale
Les quatre équipes qualifiées sont réparties dans le tableau final d'après leur classement général.
En cas d'égalité sur la somme des confrontations un match supplémentaire est organisé, puis des prolongations et une séance de tirs au but ont éventuellement lieu.

#### Tableau
|  |                       |            |                  |            |                       |      |      |        |        |        |        |        |
|  | 1/2 finale            | 1/2 finale | 1/2 finale       | 1/2 finale | 1/2 finale            |      |      | Finale | Finale | Finale | Finale | Finale |
|  |                       |            |                  |            |                       |      |      |        |        |        |        |        |
|  |                       |            |                  |            |                       |      |      |        |        |        |        |        |
|  | Club Deportivo FAS    | (B1)       | 1                | 1          |                       |      |      |        |        |        |        |        |
|  | Club Deportivo FAS    | (B1)       | 1                | 1          |                       |      |      |        |        |        |        |        |
|  | CD Platense Municipal | (A2)       | 3                | 1          |                       |      |      |        |        |        |        |        |
|  | CD Platense Municipal | (A2)       | 3                | 1          | CD Platense Municipal | (A2) | 2    | 0      | 1(4)   |        |        |        |
|  |                       |            |                  |            |                       | (A2) | 2    | 0      | 1(4)   |        |        |        |
|  |                       |            | CD Negocios Int. | (B2)       | 0                     | 2    | 1(3) |        |        |        |        |        |
|  | CD Atlético Marte     | (A1)       | CD Negocios Int. | (B2)       | 0                     | 2    | 1(3) | 0      | 1      | 1      |        |        |
|  | CD Atlético Marte     | (A1)       |                  |            |                       |      |      | 0      | 1      | 1      |        |        |
|  | CD Negocios Int.      | (B2)       | 1                | 0          | 2                     |      |      |        |        |        |        |        |
|  | CD Negocios Int.      | (B2)       | 1                | 0          | 2                     |      |      |        |        |        |        |        |

#### Demi-finales
| Club               | Aller | Retour | Club                  | Commentaire         |
| Club Deportivo FAS | 1-3   | 1-1    | CD Platense Municipal |                     |
| CD Atlético Marte  | 0-1   | 1-0    | CD Negocios Int.      | Match d'appui : 1-2 |

#### Finale
| Match aler       | CD Negocios Internacionales | 0:2   | CD Platense Municipal Zacatecoluca | Stade Flor Blanca |  |
| 19 décembre 1974 |                             | (0:2) | Búcaro 16e · Búcaro 25e            |                   |  |

| Match retour     | CD Platense Municipal Zacatecoluca | 0:2   | CD Negocios Internacionales   | Stade Flor Blanca |  |
| 22 décembre 1974 |                                    | (0:1) | Fernández 24e · Fernández 83e |                   |  |

| Match d'appui    | CD Platense Municipal Zacatecoluca                   | 1:1             | CD Negocios Internacionales                    | Stade Flor Blanca |  |
| 29 décembre 1974 | Condomí 1re                                          | (1:1)           | Tapia 26e                                      |                   |  |
| 29 décembre 1974 | Zafanella · Condomí · J.Búcaro · González · R.Búcaro | Tirs au but 4:3 | Méndez · Fernández · Tapia · Cabrera · Linares |                   |  |

## Bilan du tournoi
| Tableau d'Honneur     |                       |
| Compétition           | Vainqueur             |
| Primera División 1974 | CD Platense Municipal |

| Qualifications continentales 1974-1975 |                                        |
| Coupe des champions de la CONCACAF     | Qualifiés                              |
| Premier tour de qualification          | CD Negocios Int.                       |
| Coupe de la Fraternité                 | Qualifiés                              |
| Phase de groupe (en)                   | CD Platense Municipal CD Negocios Int. |

| Promotions et relégations   |                            |
| Relégué en Segunda División | CD Sonsonate               |
| Promu de Segunda División   | ANTEL (en) CD Tapachulteca |